# Klaus Ofner
Klaus Ofner (* 15. August 1968 in Murau, Steiermark) ist ein ehemaliger österreichischer Nordischer Kombinierer.

## Werdegang
Der Steirer Ofner zählte in den frühen 1990er Jahren zu den besten Athleten in der Nordischen Kombination und wuchs im Sog der Erfolge seines Mannschaftskollegen Klaus Sulzenbacher zum zweiten österreichischen Nordischen Kombinierer von internationalem Format heran. Der Absolvent des Skigymnasium Stams gab am 29. Dezember 1988 sein Debüt im Weltcup der Nordischen Kombination. Dabei erreichte er in Oberwiesenthal als zweiter auf Anhieb sein erstes Podium. Im Januar wurde er Fünfter in Reit im Winkl.
Seine größten Erfolge feierte Klaus Ofner bei der Nordischen Skiweltmeisterschaft im Val di Fiemme 1991, als er gemeinsam mit Klaus Sulzenbacher und Günter Csar zum Weltmeister im Teamwettbewerb gekürt wurde und im Einzelwettbewerb hinter Fred Børre Lundberg aus Norwegen und Klaus Sulzenbacher die Bronzemedaille gewann.
In seiner erfolgreichsten Weltcup-Saison 1991/92 erreichte Ofner in Murau und Lahti Podestplätze. Auch wenn kein Sieg in der Saison dabei heraussprang, beendete er die Saison auf dem vierten Rang der Gesamtwertung.
Seine zweite Bronzemedaille gewann der Murauer bei den Olympischen Winterspielen in Albertville 1992 gemeinsam mit Stefan Kreiner und Klaus Sulzenbacher im Teambewerb. Geschlagen wurden die Österreicher damals von den Staffeln aus Japan und Norwegen.
Nach dem Karriereende von Sulzenbacher und Czar kam es in der Nordischen Kombination in Österreich zu einem Generationswechsel. Unter Mithilfe des mittlerweile arrivierten Ofner galt es, eine völlig neue Mannschaft aufzubauen. Seinen letzten größeren Erfolg feierte Ofner mit diesem jungen Team um Mario Stecher, Robert Stadelmann und Georg Riedelsperger, das bei der Weltmeisterschaft in Thunder Bay 1995 den fünften Platz erreichen konnte.

## Erfolge

### Weltcup
Die Tabelle zeigt die erreichten Platzierungen im Einzelnen.
- Platz 1.–3.: Anzahl der Podiumsplatzierungen
- Top 10: Anzahl der Platzierungen unter den ersten zehn
- Punkteränge: Anzahl der Platzierungen innerhalb der Punkteränge
- Starts: Anzahl gelaufener Rennen in der jeweiligen Disziplin

| Platzierung         | Einzel a | Sprint | Massenstart | Team   | Team    | Gesamt |
| Platzierung         | Einzel a | Sprint | Massenstart | Sprint | Staffel | Gesamt |
| ------------------- | -------- | ------ | ----------- | ------ | ------- | ------ |
| 1. Platz            |          |        |             |        |         |        |
| 2. Platz            | 2        |        |             |        |         | 2      |
| 3. Platz            | 1        |        |             |        |         | 1      |
| Top 10              | 14       |        |             |        |         | 14     |
| Punkteränge         | 20       |        |             |        |         | 20     |
| Starts              | 20       |        |             |        |         | 20     |
| Stand: Karriereende |          |        |             |        |         |        |

### Olympische Spiele
- Bronzemedaille im Mannschaftswettbewerb in Albertville 1992

### Weltmeisterschaften
- Goldmedaille und Weltmeister im Mannschaftswettbewerb in Val di Fiemme 1991
- Bronzemedaille im Einzelbewerb in Val di Fiemme 1991
- 5. Rang im Mannschaftswettbewerb in Thunder Bay 1995